# Gang Starr Foundation
Gang Starr Foundation – amerykańska formacja hip-hopowa mająca na celu pomóc w rozwoju utalentowanych raperów. Grupa wywodząca się ze składu Gang Starr. Została założona przez The Vikar w 1993 r.

## Aktualni członkowie
- Afu-Ra
- Big Shug
- Freddie Foxxx
- Gang Starr (Guru (zmarły), DJ Premier)
- Bahamadia
- Krumbsnatcha
- Jeru the Damaja
- Group Home (Lil' Dap, Melachi the Nutcracker)
- Dream Warriors
- 2Stylers
- Smiley The Ghetto Child
- NYGz
- Fabidden
- Kali
- Singapore Kane
- DJ Kanzer
- Deams

## Powiązani
- M.O.P.
- Big L (zmarły)
- Reks
- Termanology

## Dyskografia
- Gangstarr Foundation Sampler (1993)
- Gangstarr Foundation & Ill Kid Records presents Krumb Snatcha Classics (2004)
- Ahead of the Game (2005)
- Big Shug / Gang Starr - The Jig Is Up / Doe In Advance
- Big Shug - The Other Side Of The Game (2008)
- Big Shug (Hosted By: DJ Premier) - Never Say Die (The Pre-Album) (2005)
- Bumpy Knuckles (Hosted By: DJ Premier) - Street Triumph: The Mixxxtape Vol. 1 (2006)
- Bumpy Knuckles - Crazy Like A Foxxx (DELUXE EDITION) (2008)
- Afu-Ra - State Of The Arts (2005)